# Maybelle Carter
Maybelle Carter, geboren als Maybelle Addington (Nickelsville (Virginia), 10 mei 1909 – Hendersonville (Tennessee), 23 oktober 1978), was een Amerikaanse countrymuzikante (gitaar, banjo, autoharp) en initiatiefnemer van de Carter scratch. Ze is het best bekend als lid van de Originele Carter Family act van de late jaren 1920 tot de vroege jaren 1940 en was een lid van de Carter Sisters en Mother Maybelle.

## Biografie
Ze was lid van de oorspronkelijke Carter Family, die in 1927 werd geformeerd door haar zwager A.P. Carter, die getrouwd was met haar nicht Sara Carter, die ook deel uitmaakte van het trio. De Carter Family was een van de eerste commerciële plattelandsmuziekgroepen. Maybelle, die autoharp en banjo speelde en ook de gitarist van de groep was, creëerde een uniek geluid voor de groep met haar innovatieve Carter Family picking|scratch stijl van het gitaarspel, waarbij ze haar duim gebruikte om melodie te spelen op de bas en de middelste snaren en haar wijsvinger om het ritme in te vullen. Haar innovatieve techniek, tot op heden bekend als de Carter Scratch, beïnvloedde de verschuiving van de gitaar van ritme naar leadinstrument. Ze zorgde voor een revolutie in de rol van het instrument, door een stijl te ontwikkelen waarin ze melodielijnen op de bassnaren speelde met haar duim, terwijl ze ritmisch tokkelde met haar vingers.
Ze werd alom gerespecteerd en geliefd door de Grand Ole Opry gemeenschap van de vroege jaren 1950 en was in de volksmond bekend als Mother Maybelle en een matriarchale figuur in de countrymuziek kringen, hoewel pas in de veertig in die tijd. Maybelle en haar dochters toerden van de jaren 1940 tot 1960 als The Carter Sisters and Mother Maybelle, maar na de dood van A.P. Carter in 1960 herleefde de groep de naam The Carter Family, waarbij ze vaak op tournee ging met Johnny Cash (haar schoonzoon vanaf 1968). De groep was regelmatig te zien op het wekelijkse netwerk van Cash in The Johnny Cash Show van 1969-1971. Maybelle herenigde zich kortstondig met voormalig lid Sara Carter van The Carter Family tijdens de folkmuziekrage van de jaren 1960, waarbij Sara de leadzang deed en Maybelle voor de harmonie zorgde.
Maybelle Carter maakte in de jaren 1960 en 1970 af en toe solo-opnamen, meestal in de vorm van volledige albums. Haar laatste dergelijke werk, een twee-platen set uitgebracht bij Columbia Records, geplaatst in Billboards best verkochte landenalbum-hitlijst, in 1973 toen ze 64 jaar oud was. Maybelle was ook te horen op The Nitty Gritty Dirt Bands opname Will the Circle Be Unbroken uit 1972.

### Gitaar
Volgens verklaringen van Carter tijdens een getranscribeerd publiek optreden, begon ze op 13-jarige leeftijd met haar gitaarstudie toen ze een instrument verwierf. Ze wordt vaak geciteerd als een pioniersmuzikante, omdat ze zowel een vroege vrouwelijke gitariste was met nationale bekendheid als met betrekking tot het gebruik van de gitaar als hoofdinstrument in de countrymuziek. Schrijvers hebben minstens drie of vier stijlen geïdentificeerd, die door Maybelle Carter werden gespeeld. Ze stemde haar gitaar vaak af, soms wel vijf frets, maar gebruikte soms een capo om het bereik van het instrument te vergroten. Haar bekendste en meest opgenomen stijl wordt soms de Carter scratch of thumb-lead style genoemd. Deze techniek houdt in, dat ze een melodie speelt op de drie bassnaren van het instrument, terwijl ze tegelijkertijd de drie hoge tonen op het ritme tokkelt. Tijdens het spelen gebruikte ze duim- en vingertikkers.
Een andere stijl, later gepopulariseerd door andere muzikanten, was in wezen het omgekeerde van de duimloodstijl. In deze stijl koos Carter met de vinger een melodie op de drie hoge tonen terwijl ze met haar duim een ritme op de bassnaren poetste. Er wordt vaak gezegd dat ze deze stijl voor het eerst zag worden gespeeld door de Afrikaans-Amerikaanse muzikant Lesley Riddle. Een derde stijl van Carters gitaarspel bestond uit een snelle flatpicking in een country-blues ritme. Haar meest obscure stijl werd gebruikt op een paar opnamen van de Original Carter Family in de jaren 1920 en begin 1930. Het kan worden omschreven als een door Hawaïaanse invloeden beïnvloede diatechniek die soms klonk als een moderne dobro. Als andere muzikanten ten slotte een leadinstrument zouden spelen, zou Maybelle vaak akkoorden op de gitaar tikken om hen te begeleiden. Een weinig bekend stukje historische trivia is, dat Maybelle Carter in 1932 tijdens een opnamesessie voor Jimmie Rodgers zijn gitaarspel perfect nabootste. Rodgers was op dat moment ziek met tuberculose en had een afnemend uithoudingsvermogen tijdens de sessie.
Carter nam haar kenmerkende gitaarstuk Wildwood Flower herhaaldelijk op, te beginnen met de originele versie uit 1928. The Cannon Ball, opgenomen met de Original Carter Family in 1930, is een goede illustratie van Carters fingerpicking stijl met duim/haarvulling. Haar laatste opname in de steelgitaarstijl was My Old Cottage Home in 1931. Coal Miner's Blues, opgenomen voor Decca Records, is een uitstekende flat-picking illustratie. Interessant gebruik van de gitaar door Carter op opnamen, die ze maakte met The Carter Sisters, zijn onder andere Fourteen Karat Nothing, I'm Working on a Building, Take Good Care of Him, een snelle tempoweergave van Waves on the Sea en een eigentijds klinkende revisie van I'll be All Smiles Tonight. Carter speelde ook gitaar op veel van haar solo-opnamen. Cumberland Gap, Victory Rag, Red Wing en Sweet Allie Lee zijn goede instrumentale voorbeelden van haar verschillende solo-albums.

### Autoharp
In de vroegste dagen van de opgenomen countrymuziek was de autoharp nogal obscuur. De Original Carter Family gebruikte het instrument vaak voor het ritme, maar het werd bespeeld door Maybelle Carters neef en bandgenoot Sara Carter in haar eigen ingewikkelde stijl. In de mate dat de autoharp tegenwoordig in de country- en rootsmuziek wordt gespeeld, wordt Maybelle Carter alom geroemd om zijn populariteit. De autoharp was eigenlijk Maybelles eerste instrument. Ze begon er al op 4-jarige leeftijd aan te knutselen, maar richtte zich pas rond 1940 serieus op het instrument. Traditioneel werd de autoharp als ritme-instrument getokkeld. Maybelle ontwikkelde (alleen of misschien onafhankelijk van andere muzikanten die hetzelfde deden) een pinch and pluck-techniek, die de basis vormt van de meeste moderne autoharp speelstijlen. Deze techniek maakt het mogelijk om melodische leadnoten op het instrument te spelen. Carters stijl is later geëvolueerd om vulritmes toe te voegen, vergelijkbaar met haar gitaartechniek. Tijdens het spelen van de autoharp drukte Maybelle vaak koordbalken tussen de noten. Het effect was een soort van notenslurpen, een geluid dat vergelijkbaar is met dat van een gitaarhamer. Er wordt gezegd dat de beroemde pianist Floyd Cramer vooral geïnteresseerd was in deze verfraaiingen van Maybelles spel en dat ze hielpen om zijn pianotechniek vorm te geven. Toen ze haar autoharp-spel steeds meer in concerten en op de radio begon te vertonen, raakte Carter gefrustreerd over het feit dat ze probeerde het instrument dicht genoeg bij een microfoon te houden die vaak door anderen werd gedeeld. In het begin maakte ze gebruik van tafels en muziekstandaards, maar later kreeg ze het idee om het instrument ondersteboven over haar borst te houden en te spelen langs wat in wezen de kop van de harp was (het dichtst bij de stemhaken). Voor die tijd speelden de muzikanten onder de koordstangen aan de andere kant. Ze ontdekte dat deze techniek meer ruimte bood voor haar gecompliceerde speelstijl en dat het een zoetere toon opleverde. Tijdens minstens één openbaar optreden gaf Maybelle met tegenzin en in alle bescheidenheid toe dat de autoharpen anders begonnen te worden gefabriceerd om de speelstijl die ze populariseerde te accommoderen.
Maybelle Carter gaf minstens één workshop over autoharp spelen in combinatie met haar verschillende optredens op de Newport Folk Festivals. Een moderator op de workshop merkte op dat Maybelle moet worden vermeld met de eerste vinger-picked autoharp solo om te worden vastgelegd op commerciële opname, onder verwijzing naar Fair and Tender Ladies, opgenomen door The Carter Sisters en Mother Maybelle bij Columbia Records rond 1950. Ze speelde vaak de autoharp in die groep. Andere voorbeelden zijn een simplistische maar ontroerende solo, die ze voor haar dood toevoegde aan Mountain Lady op het laatste album van de familie. Naast opnamen met de zusters Carter, die haar autoharp-spel kenmerkten, was Maybelle Carter ook vaak te horen in haar solowerk. Op haar vroegste solo-album bood ze zelfs de oude fiddle tune Liberty aan, waarvan ze beweerde dat het speciaal voor de sessie opgewerkt was. Later bracht Smash Records een prachtig geproduceerd album uit met autoharpsolo's van Maybelle Carter, met enkele achtergrondmuzikanten en subtiele achtergrondzang van de Stephen Scott Singers. Green Valley Waltz en Barbara Allen werden samen met 10 andere nummers opgenomen. Het grootste deel van haar laatste solo-album (uit 1973) bestond uit autoharpsolo's, waarin ze werd begeleid door een volledige band van studiomuzikanten.
Mother Maybelle vond regelmatig atelierwerk met andere artiesten, die het frisse geluid dat ze had gecreëerd wilden vastleggen. Ze nam minstens twee nummers op met Johnnie & Jack en minstens twee met de Wilburn Brothers. De latere samenwerking registreerde de top tien hit Go Away with Me, (waarop Maybelle Carter niet werd vermeld). Ze speelde autoharp op het gospelalbum Sunday Down South van Carl Smith. Een soortgelijke koppeling met Flatt & Scruggs leidde tot het album Songs of the Famous Carter Family, waarop Maybelle vooral door haar autoharp-spel een bijdrage leverde. In de jaren 1960 hielp Maybelle met het opnemen van een instructieplaatje, dat met een autoharp werd verkocht via een postorderbedrijf. Ze droeg bij aan een demonstratie van het instrument en een kleine hoeveelheid dialoog.

## Zang
Mother Maybelle Carter voegde haar stem toe aan vele platen, die ze maakte met de Original Carter Family, met haar latere groep bekend als The Carter Sisters and Mother Maybelle (en later bekend als The Carter Family) en met andere versies van de familiegroep. Ze maakte veel solo-opnamen met zowel haar zang als haar spel. Tot slot werkte ze samen met enkele andere artiesten als zangeres en muzikante.

### Original Carter Family
De bijnaam "Original Carter Family" dateert eigenlijk al van voor het uiteenvallen van de oorspronkelijke groep, in die zin dat het gebruikt werd tijdens de periode van hun radioprogramma's bij Mexicaanse grensstations. Blijkbaar gebruikten andere groepen de naam Carter Family, dus het toevoegen van 'Original' hielp het trio te onderscheiden. Later heeft de naam Original Carter Family geholpen om onderscheid te maken tussen het originele trio en latere versies van de groep, met name Maybelle en haar dochters. Maybelle Carter werkte met de Original Carter Family van ongeveer 1926 tot ongeveer 1943 (toen de groep officieel ontbonden werd) aan persoonlijke optredens, radioprogramma's en commerciële opnamen. De groep kwam terug voor een optreden in mei 1953 op het eerste Jimmie Rodgers Memorial Festival. Ze zongen twee nummers met A.P. Carter als emcee voor hun deel van het programma. Het optreden werd vastgelegd op een thuisfilmcamera, maar de film ging terug in de opslag. Een audio-opname van de voorstelling overleefde wel. Maybelle zong harmonie op twee of drie van de eerste zes nummers die door de familie in 1927 werden opgenomen. Haar vocale bijdragen aan de groep waren in het begin ingetogen, maar ze nam geleidelijk aan een meer prominente rol op zich. Het werd routine voor haar om zich te harmoniseren met het hele trio. Zij en Sara Carter zongen regelmatig duetten zonder A.P. In 1937 namen de twee het duet Hello Stranger op, waarin beide stemmen evenzeer in een ongebruikelijke call-and-response-zangarrangementen te horen waren. Maybelle zong openingszinnen voor alle verzen op de opname van de groep uit 1940 van l'll Never Forsake You. Tijdens hun laatste commerciële sessie was Maybelles stem een beetje dominant voor die van Sara op selecties zoals Why Do You Cry Little Darling, You Tied a Love Knot in My Heart en You're Gonna be Sorry You let Me Down. In radioprogramma's deed ze zelden leadzang voor de groep, maar soms speelde en zong ze solo's. In het midden van de jaren 1960 tot het begin van de jaren 1970, zouden Maybelle en Sara zich regelmatig herenigen voor persoonlijke optredens en televisiewerk. Ze namen in die tijd ook een album op voor Columbia Records.

### Carter Sisters and Mother Maybelle
Na de dood van A.P. Carter in 1960 nam de groep, die voorheen bekend stond als de Carter Sisters en Mother Maybelle, Carter Family aan als hun officiële bandnaam. Maybelle Carter trad met deze groep op, meestal met haar drie dochters, maar ook in verschillende andere versies van de groep, vanaf eind jaren 1930 en begin jaren 1940, bijna tot aan haar dood in 1978. Ze toerden, deden veel radioprogramma's en tv-optredens en maakten samen een aantal commerciële opnamen. Als de Carter Sisters & Mother Maybelle maakte de groep in 1949 hun eerste commerciële opnamen voor RCA Victor. De verkoop was beter dan gemiddeld, maar leverde toen geen grote hits op. Sommige nummers hebben lang stand gehouden als favorieten onder de fans en hebben in de loop van de tijd een aanzienlijke invloed gehad. Deze opnamen behoorden tot de allereerste, die op het nieuwe 45-toerenformaat werden uitgebracht.  Maybelle deed leadzang op een aantal van de RCA-opnamen, waaronder My Darling's Home at Last, Why do You Weep Dear Willow, Walk a Little Closer, Don't Wait en I've got a Home up in Glory. Een van de populairste opnamen uit die tijd met Maybelle was Someone's Last Day. Op een radio-transcriptie merkt de emcee op dat ze meer verzoeken krijgt dan wie dan ook. Tegen het begin van de jaren 1950 veranderde de groep van label naar Columbia. In die tijd zong Maybelle vaak een couplet op een lied met haar dochters die anderen zongen. De meest populaire opname uit die tijd was waarschijnlijk een single met Fair and Tender Ladies aan de ene kant en Foggy Mountain Top aan de andere kant..
Begin jaren 1960 verhuisde de groep met Maybelle en haar dochters (nu gewoon de Carter Family genoemd) naar Liberty Records, waar ze een album hadden en minstens één single uitbrachten. Kort daarna keerden ze terug naar Columbia waar de groep gedurende het hele leven van Maybelle onder contract bleef. Het was bij Columbia dat de meeste succesvolle schijven van de groep werden uitgebracht. Maybelles rol als vocaal soliste verminderde in deze periode, maar ze zong veel harmonieus op die opnamen en zong regelmatig hele liedjes of verzen binnen de liedjes. Voorbeelden hiervan zijn Homestead on the Farm op het The Country Album van de groep, Picture on the Wall uit de collectie Three Generations en een bijzonder duurzame uitvoering van Will the Circle be Unbroken op hun album Keep on the Sunny Side.

### Solo
De eerste commerciële opname met Maybelle als hoofdattractie was het album Mother Maybelle Carter bij het Briar-label. Het werd opgenomen in 1959, maar werd pas enkele jaren later uitgebracht. Maybelle rekruteerde de hulp van haar dochters Helen en Anita als achtergrondzangeressen. De groepsleden maakten vaak gebruik van andere familieleden op hun verschillende solo-opnamen. Er werden enkele singles van het album uitgebracht. Verder werd er later een licht bewerkte versie van het album uitgebracht onder de titel Queen of the Autoharp bij Kapp Records. Die transactie bood een robuustere distributie. Maybelle zong verschillende interessante selecties, waaronder Sweeter than the Flowers en My Native Home. Iemand had het idee om de Carter scratch toe te voegen aan een galmende elektrische gitaar op sommige nummers. Het vreemde effect was een soort Carter Family Beach sound. Maybelle vulde het album in met andere vocale optredens en enkele interessante instrumentals.
In het begin tot het midden van de jaren 1960 werd Maybelle Carters solowerk opgenomen door Mercury Records en uitgebracht op zijn dochtermaatschappijen Smash en Cumberland. Er waren drie albums en minstens één niet-albumsingle. Representatieve solozang van die opnamen zijn onder andere Faded Coat of Blue, Flowers Blooming in the Wildwood en Nobody's Darling on Earth. Op de single Strumming My Guitaro stond ook Maybelles werk op het nieuwe autoharpachtige instrument de guitaro. Tot slot valt de albumcut Foggy Mountain Top op als zijnde blijkbaar de enige commerciële opname, die Maybelle zong met haar eigen banjo begeleiding.
Eind jaren 1960 hadden Maybelle Carter en de hele familie opnieuw getekend bij Columbia records. Het label bracht kort daarna nog het solo-album Living Legend uit van Maybelle. Vocale voorbeelden van dat album zijn Give Me Your Love and I'll Give You Mine, We All Miss You Joe en A Letter from Home. Een single van het album I Told them What You were Fighting For was een kleine hit in de hitlijsten. Er werd ook een dubbelalbum met instrumentals uitgebracht, dat hierboven werd besproken.

### Samenwerking met andere artiesten
Als deel van The Carter Family en als solist zong en/of speelde Maybelle vaak als gast op opnamen van andere artiesten. Vele malen stond ze ongeaccrediteerd op het label. Waarschijnlijk was haar meest commercieel succesvolle onderneming in dit rijk haar samenwerking op het album Will the Circle be Unbroken van de Nitty Gritty Dirt Band uit het begin van de jaren 1970. Maybelle leverde een bijdrage aan de dialoog tijdens de sessies. Ze deed ook leadzang en speelde op Thinking Tonight of my Blue Eyes en Wildwood Flower. Op het titelnummer van het album speelde ze het hele nummer door en zong ze de eerste soloversie. Ze kreeg een Grammy Award-nominatie en haar enige gouden plaat voor de optredens. Het album was een commercieel succes, met een piek op #4 in de country-hitlijsten, maar ook een respectabel optreden in de pop charts. Het werd uiteindelijk gecertificeerd bij de platinaverkoop. Maybelle en Johnny Cash brachten in 1973 een top 40-single uit. Pick the Wildwood Flower bevatte haar gitaarspel en een korte dialoog. De B-kant van de single, Diamonds in the Rough was een vocaal duet, begeleid door Maybelles gitaarspel.

### Songsmithing
Maybelle Carter wordt vermeld voor het schrijven, medeschrijven, arrangeren en verzamelen van talrijke liedjes gedurende haar lange carrière. Om de lezers te helpen de processen te begrijpen waarmee ze haar liedcatalogus heeft vergaard, kan het nuttig zijn om te bekijken hoe haar zwager en Original Carter Family bandleider (A.P. Carter) de zijne heeft vergaard. Veel geleerden, familieleden en insiders uit de muziekindustrie hebben het feit gedocumenteerd dat A.P. Carter zich bezighield met het schrijven en verzamelen van liedjes bij elke mogelijke afstuderen langs een continuüm. Aan het ene uiteinde van het continuüm deponeerde hij vaak auteursrechten op liedjes, die hij verzamelde en die duidelijk door anderen waren geschreven.  Aan de andere kant van het spectrum componeerde A.P. Carter liedjes die geheel en al origineel waren. Als hij op details over een bepaald nummer werd aangedrongen, vertelde A.P. openlijk en vrijelijk alles wat hij wist over de oorsprong ervan. Alle aanwijzingen zijn dat Maybelle Carter het patroon van A.P. Carter volgde in haar "songsmithing". Ook van belang is het feit dat ze vaak de rol op zich nam van het arrangeren van liedjes voor opname, voorafgaand aan een sessie..
In interviews merkte Maybelle op dat, wat de catalogus van de Original Carter Family betreft, de meeste nummers werden geschreven of verzameld door A.P. Carter. Ze voegde er wel aan toe dat zij en Sara Carter met hem samenwerkten aan verschillende nummers, maar meestal niet werden vermeld op platenlabels of auteursrechtaanvragen. Een illustratie is te vinden in de Carter-familieklassieker You Are My Flower, die op grote schaal wordt toegeschreven aan A.P. Carter. Tijdens een interview, waarbij Sara Carter aanwezig was, legde Maybelle uit dat zij en Sara een set gedrukte woorden of poëzie vonden met de naam The Grass is Just as Green, waarvan de teksten van You Are My Flower zijn afgeleid. Ze zei dat de twee van hen uitgezocht en samengesteld waren, de verzen van het lied met behulp van het vel gedrukte woorden. Vervolgens, legde Maybelle uit, schreef ze een originele melodie om de tekst te begeleiden. Het is interessant om te zien dat er de laatste jaren een trend is, dat sommige nummers van The Carter Family aan alle drie de groepsleden worden toegeschreven.
Maybelle's eigen evaluatie van haar songwriting vaardigheden was, dat het schrijven van teksten niet haar kracht was, maar het schrijven van muziek was. In de beginjaren van de Carter Sisters en Mother Maybelle volgde Carter een gangbare praktijk van de dag waarbij ze teksten van schrijvers (zoals Arthur Q. Smith of Ruby Moody) kocht, begeleidende muziek schreef en vervolgens het resulterende liedje in haar naam auteursrechtelijk beschermde.
Voorbeelden van liedjes uit Maybelle Carters songsmithing catalogus zijn Fair and Tender Ladies, Kneeling Drunkard's Plea, I've got a Home up in Glory, Just You and I, Troublesome Waters en Letter from Home tussen tientallen anderen. Van de afgelopen jaren is het van belang dat een van Maybelle Carters nummers In the Highways zijn weg vond naar de multi-miljoensellende soundtrack van de film O Brother Where Art Thou, terwijl de andere Jukebox Blues (met haar dochter Helen Carter) werd gebruikt in de Walk the Line film soundtrack.

## Prijzen en erkenning
Bij een publiek optreden in 1954 merkte A.P. Carter op, dat de Original Carter Family ongeveer 10.000.000 platen had verkocht. Ondanks dat succes kreeg Maybelle Carter tijdens haar leven weinig tastbare lofbetuigingen. In plaats daarvan verdroeg ze het dat haar naam verkeerd gespeld werd op haar eigen albumhoezen. Voorbeelden hiervan zijn Maybell, Mary-Bell en Mabel. Haar eerste grote onderscheiding van een georganiseerd muziekgezelschap kwam in 1966. Ze werd naar het spreekgestoelte gelokt onder het coververhaal dat ze een prijs zou uitreiken aan een andere artiest. Maybelle huilde uitbundig toen ze uitlegde dat de Music City News Award die ze ontving haar eerste prijs betekende na 39 jaar in de muziekwereld. De trofee luidde «Mother of Country Music».
Maybelle Carter werd in 1970 met de Original Carter Family verkozen in de Country Music Hall of Fame. Zij en haar bandmaatje Sara Carter werden de eerste vrouwelijke artiesten, die (gelijktijdig) in de instelling werden opgenomen..
Maybelle Carter werd genomineerd bij de 15e jaarlijkse Grammy Awards (1972) in de categorie «Beste Country Vocal Performance by a Duo or Group» voor Will the Circle Be Unbroken (album)..
De familie Carter (Maybelle, Helen, June en Anita) ontving in 1973 de «Favorite Country Group» trofee van de American Music Awards.  Het jaar daarop werd Maybelle individueel geëerd met de eerste Tex Ritter Award door de International Fan Club Organization op de Fan Fair in Nashville (Tennessee)..
De Smithsonian Institution nam Maybelle, haar dochter Helen en kleinzoon David Carter Jones op in 1975

## Nalatenschap
Maybelle Carter werd in 1970 als onderdeel van The Original Carter Family opgenomen in de Country Music Hall of Fame
Na de dood van Maybelle Carter heeft het CBS-netwerk de televisiespecial The Unbroken Circle uitgezonden: Een eerbetoon aan Maybelle Carter in 1979. Het jaar daarop kregen zij en haar dochters de «Gospel Act of the Year» van de Music City News Cover Awards Show.  Maybelle ontving de Acoustic Pioneer Award van Frets Magazine in 1986.
In 1992 werd Carter opgenomen in de Autoharp Hall of Fame.
In 1993 verscheen haar afbeelding op een lijst van mensen op postzegels van de Verenigde Staten ter ere van de familie Carter. Ze zou in 2002 de #8 van CMT's 40 Greatest Women of Country Music zijn. In 2005 werd ze geportretteerd door Sandra Ellis Lafferty in de biografische film Walk the Line van Johnny Cash. Actrice Frances Conroy portretteerde haar in de tv-film Ring of Fire uit 2013. Carter is ook afgebeeld in musicals als Keep on the Sunny Side en Wildwood Flowers: The June Carter Story door actrices en zangers zoals Joy Lynn White, Gina Stewart en Teresa Williams
Ze was het onderwerp van het nummer Me and the Wildwood Rose van haar kleindochter Carlene Carter uit 1990. Haar dood was het onderwerp van Johnny Cashs nummer Tears in the Holston River. Er zijn talloze andere eerbetoonnummers geschreven en opgenomen over Maybelle Carter.
De Original Carter Family (met Maybelle) werd opgenomen in de International Bluegrass Association's Hall of Honor in 2001  en kregen in 2005 een Lifetime Achievement Grammy Award.
In 2007 werd Carter geëerd als een van de Virginia Women in History van de Library of Virginia vanwege haar muzikale carrière.
In 2010 noemde Lipscomb University in Nashville het podium in Collins Alumni Auditorium naar haar.
De A.P. en Sara Carter House, A.P. Carter Homeplace, A.P. Carter Store, Maybelle en Ezra Carter House en Mt. Vernon Methodist Church staan vermeld in het National Register of Historic Places als onderdelen van de Carter Family Thematic Resource.

## Familie en overlijden
Maybelle Carter was de dochter van Margaret Elizabeth-Kilgore (1879-1960) en Hugh Jackson Addington (1877-1929). Volgens de familieoverlevering stamt de Addington-familie af uit Virginia van de voormalige Britse premier Henry Addington, 1e burggraaf van Sidmouth..
Op 13 maart 1926 trouwde Maybelle met Ezra Carter. Ze kregen drie dochters, Helen, June en Anita.
Maybelle Carter overleed in oktober 1978 op 69-jarige leeftijd na enkele jaren van slechte gezondheid en werd naast haar man Ezra bijgezet in Hendersonville Memory Gardens in Hendersonville in Tennessee. Twee van hun dochters, Helen en Anita Carter, zijn begraven in de buurt van dezelfde begraafplaats.

## Discografie

### Singles
| Jaar | Titel                                                             | Toppositie | Label & album                                   |
| ---- | ----------------------------------------------------------------- | ---------- | ----------------------------------------------- |
| 1960 | Gold Watch & Chain (b/w Liberty Dance)                            | _          | Top Rank (Mother Maybelle Carter: Briar 101)    |
| 1961 | Wildwood Flower (b/w Liberty Dance)                               | _          | Briar (Mother Maybelle Carter: Briar 101)       |
| 1963 | Suns Gonna Shine in My Backdoor Someday (b/w Bells of St. Mary's) | _          | Briar (Mother Maybelle Carter: Briar 101)       |
| 1964 | Strumming My Guitaro (b/w Sail Away Ladies)                       | _          | Smash; non-album single                         |
| 1966 | I Told Them What You're Fighting For (b/w San Antonio Rose)       | 97         | Columbia (A Living Legend)                      |
| 1974 | Picture on the Wall (b/w Sweet Memories by Anita Carter)          | _          | Columbia (The Carter Family: Three Generations) |

### Albums
| Jaar     | Album                                                         | Country | Label                       | Opmerkingen |
| -------- | ------------------------------------------------------------- | ------- | --------------------------- | --- |
| 1961     | Mother Maybelle Carter                                        | _       | Briar                       | Bewerkt en uitgegeven door Kapp (1962) als Queen of the Autoharp |
| 1962     | Mother Maybelle Carter & her Autoharp Plays Famous Folk Songs | _       | Smash                       | met Stephen Scott Singers |
| 1963     | Pickin' & Singin'                                             | _       | Smash                       | |
| 1965     | Mother Maybelle Carter Sings Carter Family Favorites          | _       | Cumberland                  | dochteronderneming van Mercury Records |
| 1966     | A Living Legend                                               | _       | Columbia                    | |
| 1966     | An Historic Reunion                                           | _       | Columbia                    | met Sara Carter |
| 1973     | Mother Maybelle Carter                                        | 44      | Columbia                    | dubbelalbum (een derde album met interviews werd gelijktijdig uitgegeven aan radiostations)                                                                                     |
| 1960s ?? | Mother Maybelle Carter and Dixie Darling                      | _       | Ambassador and Mountain Dew | Deze twee albums, die slechts in geringe mate variëren in nummerselecties, zijn beide heruitgaven van Mercury-materiaal dat eerder op Smash & Cumberland-labels is uitgebracht. |
| 1976     | Mother Maybelle Carter                                        | _       | Pickwick/Hilltop            | Heruitgave van Mercury/Smash/Cumberland materiaal van vorige albums |
| 1997     | Wildwood Pickin'                                              | _       | Vanguard                    | Bevat materiaal van live concertoptredens en workshops op Newport Folk Festivals                                                                                                |

### Gast singles
| Jaar | Titel, label & artiest                                                                | Toppositie | Opmerkingen                                                                      |
| ---- | ------------------------------------------------------------------------------------- | ---------- | -------------------------------------------------------------------------------- |
| 1936 | Why There's a Tear in my Eye (Bluebird) Jimmy Rodgers & Sara Carter (recorded 1931)   |            | speelt gitaar; niet genoemd                                                      |
| 1937 | Wonderful City (Bluebird) Jimmy Rodgers & Sara Carter (recorded 1931)                 |            | speelt gitaar; niet genoemd                                                      |
| 1956 | Go Away with Me (Decca) Wilburn Brothers                                              | 6          | speelt autoharp; niet genoemd                                                    |
| 1957 | Nothing at All (Decca) Wilburn Brothers                                               | _          | speelt autoharp; niet genoemd; later uitgegeven op compilatiealbum               |
| 1962 | T For Texas (Monument) Grandpa Jones                                                  | 5          | speelt autoharp; zang; met Helen Carter gitaar & zang; niet genoemd              |
| 1973 | Pick the Wildwood Flower (b/w Diamonds in the Rough) Johnny Cash with Maybelle Carter | 34         | speelt gitaar met dialoog aan A-kant; speelt gitaar en vocaal duet aan de B-kant |

### Gast albums
| Jaar | Albumtitel & primaire artiest                                                                 | Toppositie         | Label          | Opmerkingen |
| ---- | --------------------------------------------------------------------------------------------- | ------------------ | -------------- | --- |
| 1956 | Softly and Tenderly (Carl Smith with the Carter Sisters & Mother Maybelle)                    | _                  | Columbia       | |
| 1957 | Sunday Down South (Carl Smith)                                                                | _                  | Columbia       | Gecrediteerd als sessiemuzikant; speelt autoharp                                                                                                   |
| 1961 | Songs of the Famous Carter Family (Flatt & Scruggs)                                           | _                  | Columbia       | Gecrediteerd als Featuring Mother Maybelle Carter; speelt autoharp op alle nummers; gitaar op één nummer                                           |
| 1962 | Carefree Moments (Wilburn Brothers)                                                           | _                  | Vocalion       | Musicus (autoharp) op één nummer |
| 1963 | Ring of fire: Best of Johnny Cash (Johnny Cash)                                               | 1                  | Columbia       | Musicus (autoharp); Carter Family zang; Goud certificatie                                                                                          |
| 1963 | Christmas Spirit (Johnny Cash)                                                                | 7 (holiday albums) | Columbia       | Musicus (autoharp) |
| 1963 | Blood, Sweat & Tears (Johnny Cash)                                                            | 13                 | Columbia       | Musicus (autoharp); Carter Family zang |
| 1963 | Yodeling Hits (Grandpa Jones)                                                                 | _                  | Monument       | Musicus (autoharp); Helen Carter gitaar & zang door beiden                                                                                         |
| 1964 | Old Time Music at Newport (Recorded Live at the Newport Folk Festival 1963) Diverse artiesten | _                  | Vanguard       | zingt en speelt Storms are on the Ocean |
| 1964 | I Walk the Line (Johnny Cash)                                                                 | 1                  | Columbia       | Carter Family zang; Goud certificatie |
| 1964 | Bitter Tears (Johnny Cash)                                                                    | 2                  | Columbia       | Carter Family zang |
| 1964 | Ballads of the True West (Johnny Cash)                                                        | 1                  | Columbia       | Musicus (autoharp); Carter Family zang |
| 1966 | Everybody Loves a Nut (Johnny Cash)                                                           | 5                  | Columbia       | Carter Family zang |
| 1966 | Happiness is You (Johnny Cash)                                                                | 10                 | Columbia       | Musicus (autoharp); Carter Family zang |
| 1970 | Hello I'm Johnny Cash (Johnny Cash)                                                           | 1                  | Columbia       | Carter Family zang; Goud certificatie |
| 1970 | On the Road (Johnny Horton)                                                                   | -                  | Columbia       | Carter Family zang toegevoegd op sommige nummers                                                                                                   |
| 1972 | Thing Called Love (Johnny Cash)                                                               | 2                  | Columbia       | Carter Family zang |
| 1972 | Will the Circle be Unbroken (Nitty Gritty Dirt Band and others)                               | 4                  | United Artists | Gecrediteerd als Featuring Mother Maybelle Carter.... (andere artiesten vermeld); zingt en speelt op vier nummers; goud en platina certificeringen |
| 1972 | Any Old Way the Wind Blows (Johnny Cash)                                                      | 5                  | Columbia       | Carter Family zang |
| 1972 | Land of Many Churches (Merle Haggard)                                                         | 15                 | Capitol        | Carter Family zang |
| 1974 | Junkie & the Juicehead Minus Me (Johnny Cash)                                                 | 48                 | Columbia       | Carter Family zang |
| 1975 | Country Boots (Boots Randolph)                                                                | 30                 | Monument       | Musicus (autoharp); Helen Carter gitaar & zang door beiden (met Anita Carter) op twee songs                                                        |
| 1977 | Last Gunfighter Ballad (Johnny Cash)                                                          | 29                 | Columbia       | Carter Family zang |

- Bibsys: 6024345
- Bibliothèque nationale de France: cb139321204 (data)
- Gemeinsame Normdatei: 13477258X
- International Standard Name Identifier: 0000 0000 5513 5798
- Library of Congress Control Number: n92071586
- MusicBrainz: da24eb92-2dc3-420f-8989-eb98ad57e984
- SNAC: w6hq3x1g
- Virtual International Authority File: 19869207
- WorldCat: E39PBJq6YDy77QCfBdQgWryGHC